# Рубен Торн
Рубен Торн (енгл. Reuben Thorne; 2. јануар 1975) бивши је професионални новозеландски рагбиста.

## Биографија
Целу професионалну каријеру провео је на Новом Зеланду, играјући за Кантербери у првој лиги и за Крусејдерсе у најјачој лиги на свету. Предводио је као капитен највећи рагби тим на свету, Крусејдерсе до титуле супер рагбија 2002. Торн је један од ретких новозеландђана који нису прошли млађе селекције Новог Зеланда, а упркос томе су успели да заиграју за Ол блексе. За сениорску репрезентацију Новог Зеланда је дебитовао против Спрингбокса у тест мечу 1999. Освојио је са Новим Зеландом куп три нације.  
После светског првенства у рагбију 2003., уместо њега, за новог капитена је изабран Умага. Од 50 одиграних утакмица за Ол блексе, на 22 је био капитен, постигао је 5 есеја у 42 утакмице је победио, а изгубио је 8 утакмица. Био је део селекције Новог Зеланда на светском првенству у Француској 2007. За Крусејдерсе је постигао 5 есеја у 129 утакмица и освајао је супер рагби у 7 наврата. Каријеру је завршио у јапанској топ лиги. 